# Dryobotodes cerris
Dryobotodes cerris là một loài bướm đêm trong họ Noctuidae.